# Marcelo de Melo
Marcelo José de Melo (23 januari 1972) is een kunstenaar. Hij werd geboren in Apucarana, Paraná, Brazilië, maar verwierf in 2003 het Brits staatsburgerschap. Anno 2010 leeft en werkt hij in Nederland.
In de jaren 90 van de vorige eeuw werkte De Melo als acteur, lichtontwerper en toneelmeester, onder andere bij het Teatro Guaíra in Curitiba, Brazilië. In 1996 vertrok hij naar Europa, waar hij geïnteresseerd raakte in mozaïeken. Van 1998 tot 2005 was zijn uitvalsbasis Edinburgh, Schotland, waar hij het grootste deel van zijn mozaïekwerk produceerde.
De Melo werd bekend door zijn ‘ruimtelijke mozaïektechniek’, waarbij tesserae niet alleen dienen als decoratief element, maar een integraal onderdeel vormen van de dragende structuur van het werk. Zijn op deze manier vervaardigde Running Rug werd in 2003 onderscheiden met de juryprijs van de SAMA - Earth Elements Exhibition in Miami, Verenigde Staten.
In 2002/2003 bezocht de Melo Zuidoost-Azië en schreef hij een artikel over mozaïeken in Thailand, Laos en Vietnam, dat gepubliceerd werd in Grout Magazine (BAMM - UK) en A Tessela Brazilian Mosaic Magazine (AMPAP).
Zijn werk is tentoongesteld in onder andere Brazilië, Frankrijk, Italië, Japan, het Verenigd Koninkrijk en de Verenigde Staten. Sinds 2005 richt de Melo zich op het maken van sculpturen, schilderijen en mixed-media werken.
In januari 2010 werd het boek De kunst van het mozaïeken uitgegeven, dat de Melo schreef in samenwerking met een Nederlandse mozaïekkunstenaar.
“De Melo heeft een broertje dood aan tradities en conventies. In zijn wereld is mozaïek slechts een beginpunt van waaruit ideeën geformuleerd worden. Hij rekt de grenzen van traditionele technieken op en gebruikt het mozaïekmateriaal voor zijn eigen, particuliere doel. Een bevlogen wens de toeschouwer te leiden naar een gedachtenwereld die zich uitstrekt voorbij de grenzen van het fysieke werk.” - JoAnn Locktov in Mosaic Art and Style (2005)

## Publicaties

### Boeken
- de Melo, Marcelo. The Book of Quick Responses. Londen: Blurb Inc., 2015. ISBN 9781320619042
- Weitenberg, G. & de Melo, M. De Kunst van het mozaïeken. Forte uitgevers, NL, 2010. ISBN 9058777391
- Mills, Teresa. De Mozaïekgids.Uitgeverij Librero, NL, 2007. ISBN 9057646307
- Wates, Rosalind. Mozaïekmotieven. Forte uitgevers, NL, 2004. ISBN 9058773353
- Hunkin, Tessa. Modern Mozaïek. Forte uitgevers, NL, 2003. ISBN 9058772756
- Kelly, Sarah. The Complete Mosaic Handbook. Firefly Books, VS, October 2004. ISBN 1552977749
- King, Sonia. Mosaic Techniques & Traditions. Sterling Publishing, VS, 2003. ISBN 0806975776
- Locktov, JoAnn. Mosaic Art and Style. Rockport Publishers, VS, March 2005. ISBN 1592531458
- MacKay, Jill. Creative Garden Mosaics. Sterling Publishing/Lark Books: VS, 2004. ISBN 1579905994
- Mills, Theresa. The Mosaic Artist's Bible. Trafalgar Square Publishings: VS, 2005. ISBN 1570762937
- Mills, Theresa. Mosaic Basics. Barron's Educational Series. VS, 2006. ISBN 0764159615
- Pereira, Bea. Mosaico sem Segredos. Curitiba, Brazilië, 2006
- Wates, R. The Mosaic Decorator's Sourcebook. David & Charles: UK, 2001. ISBN 0715311395
- Wates, Rosalind. The Mosaic Idea Book. North Light Books: VS, 2000. ISBN 1581800959

### Artikelen
- de Melo, M. Mosaic Principles at Play: Domino Toppling as an Artform (The Dutch Domino Team). IN: MOSAÏQUE MAGAZINE. Frankrijk, 2021. v. 21, p. 62-65
- de Melo, M. Wood Mosaics in High Definition: Ron van der Ende's Bas-reliefs. IN: MOSAÏQUE MAGAZINE. Frankrijk, 2020. v. 20, p. 54-59
- de Melo, M. Phenomenological Tessellations: Ólafur Elíasson In Real Life. IN: MOSAÏQUE MAGAZINE. Frankrijk, 2020. v. 20, p. 50-53
- de Melo, M. A la mode sud-américaine. IN: MOSAÏQUE MAGAZINE. Frankrijk, 2014. v. 8, p. 51-53
- de Melo, M. A Trip to Wonder, Mosaic art in Laos, Thailand and Vietnam. IN: GROUT MAGAZINE. BAMM. Jun/Jul. 2003
- de Melo, M. Hasard, contexte et récits. IN: MOSAÏQUE MAGAZINE. Frankrijk. Jan. 2014
- de Melo, M. Le Monde Onirique de Lysiane Bourdon: un cadre conceptuel. IN: MOSAÏQUE MAGAZINE. Frankrijk, 2015. v. 10, p. 80-83
- de Melo, M. Mosaïque à la Saatchi Gallery de Londres. IN: MOSAÏQUE MAGAZINE. Frankrijk, 2015. v. 10, p. 62
- de Melo, M. Mosaïque contemporaine à l'Universidade Federal Fluminense de Rio de Janeiro. IN: MOSAÏQUE MAGAZINE. Frankrijk, 2015. v. 9, p. 50-53
- de Melo, M. Paulo Máttar: Rien ne sera plus comme avant. IN: MOSAÏQUE MAGAZINE. Frankrijk, 2014. v. 8, p. 79-81
- de Melo, M. Window Shopping in Ravenna. IN: GROUT MAGAZINE. BAMM. UK Oct. 2002
- Floriano, M. Além do Mosaico. IN: Mosaico na Rede Magazine. Curitiba, Brazilië, 2013. ISSN 2178-5023
- Floriano, M. A Arte Estrutural de Marcelo de Melo. IN: Mosaico na Rede Magazine. Curitiba, 2010. ISSN 2178-5023
- Gonçalves, M. F. Palestra. In: CADERNO G - GAZETA DO POVO. Curitiba, Brazilië, 10 abril 2003
- Gordon, G. Hands on. In: AT HOME - Scotland on Sunday. Edinburgh, UK, June, 2003
- Hunter, N. All broken up. In: HOME PLUS SCOTLAND. Edinburgh, UK, Nov/Dec. 2001
- Lauton, T. Mosaico, riqueza e perfeiçao nos detalhes. In: ARTE COM AS MAOS. São Paulo, Brazilië, Sept. 2002. ed. 01
- Punton, A. British Mosaic Art at the Brink. In: MOSAIC. Mosaic Art Assoc. in Japan: Tokyo, 2004. Nov.vol. 9
- Rodinick, V. Quando mosaicar é como comer e dormir. In: ARTE COM AS MAOS. São Paulo, Brazilië, Nov. 2002. ed. 02
- San Martin, P. Estante de Ideias. In: ARTE COM AS MAOS. São Paulo, Brazilië, 2005. ed. 20